# پرستاری از کودک ۲
پرستاری از کودک ۲ (به فرانسوی: Babysitting 2) یک فیلم کمدی فرانسوی محصول سال ۲۰۱۴ می‌باشد که به سبک ژانر " ویدیوی پیدا شده " فیلمبرداری شده‌است. کارگردانی این فیلم را نیکولاس بنامو و فیلیپ لاشو به عهده داشته‌است و ادامه ای بر فیلم پرستاری از کودک است.

## بازیگران
- فیلیپ لاشو در نقش فرانک
- آلیس دیوید در نقش سونیا
- وینسنت دسانات در نقش ارنست
- طارق بودالی در نقش سم
- جولین اروتی در نقش الک
- شارلوت گابریس در نقش استل
- گراژوار لودگ در نقش پل
- دیوید مارسی در نقش جین
- کریستیان کلاویه در نقش الین
- ژرار ژونیو در نقش آقای شوودل
- کلوتیلد کورو در نقش خانم شوودل
- فیلیپه دوکسن در نقش مأمور کیلود
- دیوید سالس در نقش بازرس لاویل
- فیلیپه بریگارد در نقش آقای مونه
- جروم کوماندر در نقش میچل مسیه
- والری کارسنتی در نقش خانم مسیه
- الودی فونتین در نقش جولی
- ژان-لوک کوشارد در نقش مارکو
- الیسا باچیر بیگ در نقش اریکا
- جوزفین درا در نقش جوزفین
- کن سموئلز در نقش جان
- الیتون کارمو در نقش پدر
- بتو بنیتس در نقش رئیس امدادگران
- لوئیس ادواردو دوس رئیس پاچکو در نقش جاو